# Patinação artística nos Jogos Olímpicos de Inverno de 1960 - Individual feminino
A competição individual feminina da patinação artística nos Jogos Olímpicos de Inverno de 1960 foi disputado entre 26 patinadoras.

## Medalhistas
| Ouro   | USA Carol Heiss      |
| Prata  | NED Sjoukje Dijkstra |
| Bronze | USA Barbara Roles    |

## Resultados
| #                 | Nome              | País                   | PC | PL | Pontos | Pos. |
| ----------------- | ----------------- | ---------------------- | -- | -- | ------ | ---- |
| Medalha de ouro   | Carol Heiss       | USA Estados Unidos     | 1  | 1  | 1490.1 | 9    |
| Medalha de prata  | Sjoukje Dijkstra  | NED Países Baixos      | 2  | 3  | 1424.8 | 20   |
| Medalha de bronze | Barbara Roles     | USA Estados Unidos     | 3  | 2  | 1414.9 | 26   |
| 4                 | Jana Mrázkova     | TCH Checoslováquia     | 5  | 5  | 1338.7 | 53   |
| 5                 | Joan Haanappel    | NED Países Baixos      | 4  | 7  | 1331.9 | 52   |
| 6                 | Laurence Owen     | USA Estados Unidos     | 6  | 6  | 1343.0 | 57   |
| 7                 | Regine Heitzer    | AUT Áustria            | 7  | 4  | 1327.9 | 58   |
| 8                 | Anna Galmarini    | ITA Itália             | 8  | 10 | 1295.0 | 79   |
| 9                 | Karen Frohner     | AUT Áustria            | 9  | 11 | 1266.0 | 99   |
| 10                | Sandra Tewkesbury | CAN Canadá             | 10 | 9  | 1296.1 | 78   |
| 11                | Nicole Hassler    | FRA França             | 12 | 12 | 1272.6 | 97   |
| 12                | Wendy Griner      | CAN Canadá             | 13 | 8  | 1275.0 | 98   |
| 13                | Danielle Rigoulot | FRA França             | 11 | 13 | 1253.8 | 107  |
| 14                | Barbara Martin    | EUA Equipe Alemã Unida | 18 | 14 | 1219.8 | 132  |
| 15                | Patricia Pauley   | GBR Grã-Bretanha       | 14 | 16 | 1213.8 | 134  |
| 16                | Carla Tichatschek | ITA Itália             | 16 | 15 | 1201.1 | 143  |
| 17                | Junko Ueno        | JPN Japão              | 15 | 20 | 1176.5 | 158  |
| 18                | Ursel Barkey      | EUA Equipe Alemã Unida | 20 | 18 | 1164.5 | 166  |
| 19                | Carolyn Krau      | GBR Grã-Bretanha       | 17 | 21 | 1160.3 | 168  |
| 20                | Liliane Crosa     | SUI Suíça              | 22 | 17 | 1157.4 | 171  |
| 21                | Miwa Fukuhara     | JPN Japão              | 19 | 22 | 1134.7 | 188  |
| 22                | Franziska Schmidt | SUI Suíça              | 21 | 19 | 1141.8 | 184  |
| 23                | Marion Sage       | RSA África do Sul      | 24 | 23 | 1000.9 | 210  |
| 24                | Aileen Shaw       | AUS Austrália          | 25 | 24 | 965.7  | 221  |
| 25                | Patricia Eastwood | RSA África do Sul      | 23 | 25 | 970.8  | 219  |
| 26                | Mary Wilson       | AUS Austrália          | 26 | 26 | 890.2  | 232  |

Legenda
| Recorde mundial      | Recorde mundial (World record)               |                       | Recorde africano                      | Recorde africano (African) |                                           | Q | Classificado por posição (Qualified) |
| Recorde olímpico     | Recorde olímpico (Olympic record)            | Recorde da América    | Recorde da América (Americas)         | q                          | Classificado por melhor tempo (Qualified) |   |                                      |
| Melhor marca do ano  | Melhor marca do ano (World leading)          | Recorde asiático      | Recorde asiático (Asian)              | DNS                        | Não largou (Did not start)                |   |                                      |
| Recorde nacional     | Recorde nacional (National record)           | Recorde europeu       | Recorde europeu (European)            | DNF                        | Não terminou (Did not finish)             |   |                                      |
| Recorde pessoal      | Recorde pessoal do atleta (Personal best)    | Recorde da Oceania    | Recorde da Oceania (Oceania)          | DSQ / DQ                   | Desclassificado (Disqualified)            |   |                                      |
| Recorde da temporada | Recorde da temporada do atleta (Season best) | Recorde sul-americano | Recorde sul-americano (South America) | NM                         | Sem marca (No mark)                       |   |                                      |